# Tamaulipas
Tamaulipas là một trong 31 bang, cùng với Quận liên bang, là 32 thực thể Liên bang của México. Nó được chia thành 43 hạt và thủ phủ là thành phố Ciudad Victoria. Thủ phủ được đặt theo tên Guadalupe Victoria, tổng thống đầu tiên của Mexico.
Tamaulipas nằm ở Đông Bắc Mexico. Nó giáp các bang Veracruz về phía đông nam, San Luis Potosí về phía tây nam và Nuevo León về phía tây. Về phía bắc, nó có đường biên giới 370 km (142,9 mi), tiếp giáp với tiểu bang Texas, Hoa Kỳ.